# Shérif Jackson
Pour plus de détails, voir Fiche technique et Distribution.
Shérif Jackson (Sweetwater aux États-Unis ou Sweet Vengeance au Royaume-Uni) est un western américano-britannique produit et réalisé par Logan Miller, sorti en 2013.
Le film est présenté au cours du Festival du film de Sundance 2013.

## Synopsis
En 1886, au Nouveau-Mexique, un pasteur sadique, Josiah, fait régner la terreur sur sa communauté et tente d'accaparer les terres de Miguel et Sarah, une ancienne prostituée. Il assassine deux voyageurs égarés sur ses terres puis Miguel qui lui a publiquement demandé de ne plus laisser ses moutons errer et dévorer ses récoltes. Il viole Sarah. Surgit alors un shérif fantasque, Jackson, à la recherche des deux disparus dont il retrouve les corps. Il mène son enquête, accuse explicitement Josiah de les avoir commis. De son côté, Sarah retrouve elle aussi le corps de son mari ; elle entame sa vengeance en tuant les commerçants qui l'ont humiliée et les disciples de Josiah qui sont sur son chemin. Jackson la laisse faire. Mais il est fait prisonnier par Josiah et ligoté à une croix, tête en bas. Sarah le délivre après avoir abattu les femmes de Josiah. Le traque contre Josiah se déroule dans l'enclos labyrinthique de son troupeau de moutons. Les deux hommes s’entre-tuent, Sarah s'en sort, elle est seule dans la nuit, nue, face au bûcher où elle a jeté ses vêtements.

## Fiche technique
- Titre original : Sweetwater ou Sweet Vengeance
- Titre français : Shérif Jackson
- Réalisation : Logan Miller
- Scénario : Logan Miller, Noah Miller d'après une histoire d'Andrew McKenzie
- Direction artistique : Waldemar Kalinowski
- Décors :
- Costumes : Hala Bahmet
- Montage : Robert Dalva
- Musique : Martin Davich
- Photographie : Brad Shield
- Son :
- Production : Logan Miller et Jason Netter
- Sociétés de production : Kickstart Productions et Mythic International Entertainment
- Sociétés de distribution : SEVEN7
- Pays d’origine :  États-Unis et  Royaume-Uni
- Langue originale : anglais
- Format : couleur - 35 mm - 1,85:1 - son Dolby numérique
- Genre : Western, thriller et comédie
- Durée : 95 minutes
- Dates de sortie
  -  États-Unis : 24 janvier 2013 (Festival du film de Sundance 2013) ;  11 octobre 2013 (sortie nationale)
  -  Royaume-Uni : 3 juin 2013 (sortie directement en DVD[1])
  -  France : 1er septembre 2013 (Festival du cinéma américain de Deauville 2013) ; 9 octobre 2013 (sortie nationale) ; 10 février 2014 (sortie en DVD)

## Distribution
- Ed Harris (V. F. : Patrick Floersheim) : le shérif Cornélius Jackson
- January Jones (V. F. : Ingrid Donnadieu) : Sarah Ramírez
- Jason Isaacs (V. F. : Bernard Gabay) : le prophète Josiah
- Eduardo Noriega (V. F. : Damien Boisseau) : Miguel
- Stephen Root (V. F. : Achille Orsoni) : Hugh
- Vic Browder (V. F. : Pascal Casanova) : Martin
- Luce Rains (V. F. : Patrick Poivey) : Kingfisher
- Jenny Gabrielle (V. F. : Anne-Charlotte Piau) : Jolene

Source et légende : Version française (V. F.) sur RS Doublage et sur le carton du doublage français du DVD zone 2

## Distinctions

### Nominations
- Festival du film de Sundance 2013 : sélection hors compétition « Premieres »
- Festival du cinéma américain de Deauville 2013 : sélection officielle